# Концерт для кларнета с оркестром № 1 (Шпор)
Концерт для кларнета с оркестром № 1 до минор, соч. 26, был написан Луи Шпором в период с конца 1808 по начало 1809 года и впервые опубликован в 1812 году. Хронологически произведение является первым из четырёх концертов для кларнета с оркестром, сочинённых Шпором; все эти концерты композитор посвятил немецкому кларнетисту-виртуозу Иоганну Симону Хермштедту.

## История
Шпор вдохновился на написание концерта после встречи с Хермштедтом в Зондерсхаузене и исполнения вместе с ним квинтета Моцарта для кларнета и струнных, где композитор был первой скрипкой. Вскоре после этого, осенью 1808 года, Шпор начал работу над Концертом № 1 и завершил его в январе следующего года. Хотя Шпор был знаком с диапазоном кларнета, он не знал о тонкостях игры на нём и был готов изменить партитуру по совету Хермштедта, однако последнему понравилась партитура в том виде, в каком она была изначально. По этой причине Хермштедт решил усовершенствовать свой инструмент, чтобы сыграть это произведение. В результате появился кларнет с тринадцатью клапанами вместо обычных в то время пяти. Таким образом, концерт Шпора можно рассматривать как движущий фактор в развитии кларнета на протяжении XIX века.
Премьера концерта состоялась в исполнении Хермштедта в июне 1809 года и была хорошо воспринята публикой. Allgemeine musikalische Zeitung, в то время ведущий музыкальный журнал Германии, похвалил в своём обзоре как композитора, так и исполнителя:
«Поскольку ранее не существовало ни одного сочинения, в котором этот выдающийся артист [Хермштедт] мог бы показать всё превосходство своей игры, господин Шпор написал для него произведение <…> которое можно отнести к самой одухотворённой и прекрасной музыке, какую только можно представить».

## Структура
Концерт состоит из трёх частей:
- Adagio — Allegro ― в до миноре и в сонатной форме, заканчивается в до мажоре.

- Adagio ― в ля-бемоль мажоре, в неполной сонатной форме. Эту часть исполняют только кларнет, скрипки и виолончели.

- Rondo (Vivace) ― в до миноре и в форме рондо-сонаты. В отличие от многих классических произведений, в финале концерта мелодия затухает, а не заканчивается громкими аккордами.